# Liste de ponts de l'Aude
Liste de ponts de l'Aude, non exhaustive, représentant les édifices présents et/ou historiques dans le département de l'Aude, en France.

## Ponts de longueur supérieure à 100 m
Les ouvrages de longueur totale supérieure à 100 m du département de l’Aude sont classés ci-après par gestionnaires de voies.

## Ponts de longueur comprise entre 50 m et 100 m
Les ouvrages de longueur totale comprise entre 50 et 100 m du département de l’Aude sont classés ci-après par gestionnaires de voies.

## Ponts présentant un intérêt architectural ou historique
Les ponts de l’Aude inscrits à l’inventaire national des monuments historiques sont recensés ci-après.
- Pont - Alet-les-Bains - XIVe siècle ; XVIIe siècle
- Pont du Diable (vestiges) - Alet-les-Bains
- Pont-Rouge (ancien) - Carcassonne - XVe siècle ; XVIIe siècle
- Pont-Vieux - Carcassonne - XIVe siècle
- Pont - Espéraza
- Pont sur le Lauquet - Greffeil - XVIIIe siècle
- Pont (vieux) - Labastide-en-Val
- Pont de l'Alsou - Lagrasse
- Pont  faisant communiquer le village de Lagrasse et le quartier de l'Abbaye - Lagrasse - XIIe siècle
- Pont-Neuf qui relie les deux rives de l'Aude près de l'église Saint-Martin - Limoux - XIVe siècle ; XVIIIe siècle
- Pont sur la Lauquette - Mas-des-Cours
- Pont des Etats de Languedoc sis sur l'Orbieu - Ornaisons - XVIIIe siècle
- Pont-Vieux - Rieux-en-Val
- Pont-aqueduc de l'Orbiel - Trèbes - XVIIe siècle

## Sources
Base de données Mérimée du Ministère de la Culture et de la Communication.